# Triplectides liratus
Triplectides liratus är en nattsländeart som beskrevs av Morse och Arturs Neboiss 1982. Triplectides liratus ingår i släktet Triplectides och familjen långhornssländor. Inga underarter finns listade i Catalogue of Life.